# Shunichi Tanaka
Shunichi Tanaka (田中 俊一 Tanaka Shunichi?), född 13 september 1987 i Osaka prefektur, är en japansk före detta fotbollsspelare.
Tanaka började sin karriär 2011 i Roasso Kumamoto. Han spelade 7 ligamatcher för klubben. Han avslutade karriären 2012.